# Lecanodiaspis russellae
Lecanodiaspis russellae är en insektsart som beskrevs av Howell och Kosztarab 1972. Lecanodiaspis russellae ingår i släktet Lecanodiaspis och familjen Lecanodiaspididae. Inga underarter finns listade i Catalogue of Life.